# Меропис
Меропис (др.-греч. Μεροπίς) — вымышленный остров, упомянутый древнегреческим писателем Феопомпом Хиосским в его произведении «Филиппика», которое лишь фрагментарно сохранилось у Элиана.

## Фон
История Меропис не является ни утопией, ни политической аллегорией; это пародия на Атлантиду Платона, в том же ключе, что и «Истинная история», пародирующая «Одиссею» Гомера. Феопомп несколько преувеличивает многие аспекты мифа об Атлантиде у Платона. В то время как согласно «Тимею» Платона историю Атлантиды Солону рассказывает египетский жрец, согласно «Филиппике» Феопомпа историю Меропис царю Мидасу рассказывает ипотана (мифическое существо, получеловек-полуконь). Хотя Атлантида была невероятно большой по рассказу Платона, Феопомп описывает Меропис как ещё большую, что делает её совершенно абсурдной. Кроме того, в то время как вторгшиеся атланты были разбиты Афинами благодаря своему совершенному обществу, меропы (Μέροπες), напавшие с армией в десять миллионов солдат, попытались завоевать Гиперборею, но вернулись с позором, поняв, что гиперборейцы были самыми счастливыми людьми на земле и не стоили грабежей.
Также предполагалось, что эта история была задумана как критика Филиппа II.
Хотя большинство описывают Меропис как вымышленный остров, для другой точки зрения см. Эмиля Форрера, который считал, что остров мог быть реальным. Меропис также является одним из исторических названий греческого острова Кос, которым правил Меропс.

## География
Меропис расположен за мировым океаном. Его жители, меропы, в два раза выше других людей и живут в два раза дольше. Феопомп описывает три города в Мерописе: Аностос (Ἄνοστος, «Место невозврата»), Эусебес (Εὐσεβής, «Благочестивый город») и Махимос (Μάχιμος, «Город сражений»). В то время как жители Эусебеса живут в роскоши, не испытывая ни голода, ни болезней, жители Махимоса фактически рождаются с оружием и постоянно ведут войны. Третий город, Аностос, расположен на самой внешней границе Мерописа. Он напоминает зияющую бездну, не имеет дня и ночи и покрыт облачными красными парами.